# Blindés (film)
Pour les articles homonymes, voir blindés.
Pour plus de détails, voir Fiche technique et Distribution.
Blindés (Armored) est un film américain réalisé par Nimród Antal, sorti en 2009.

## Synopsis
Tyler « Ty » Hackett (Columbus Short) est nouveau dans une compagnie de transport de fonds. Afin de réussir à payer les factures de ses parents décédés et de continuer à vivre avec son frère, surveillé par les services sociaux, il décide de voler les 42 millions de dollars que contiennent deux camions blindés avec ses collègues. Mais les choses ne se passent pas comme prévu.

## Fiche technique
- Titre : Blindés
- Titre original : Armored
- Réalisation : Nimród Antal
- Scénario : James V. Simpson
- Photographie : Andrzej Sekuła
- Direction artistique : Chris Cornwell
- Distribution des rôles : Lindsey Hayes Kroeger et David Rapaport
- Décors : Dena Roth
- Costumes : Maya Lieberman
- Montage : Armen Minasian
- Musique : John Murphy
- Production : Joshua Donen et Dan Farah
- Société de production : Screen Gems, Stars Road Entertainment, Farah Films, Buckaroo Entertainment et Ireland Entertainment Productions
- Sociétés de distribution : Screen Gems
- Budget : 20 000 000 $[1]
- Durée : 88 minutes
- Pays de production :  États-Unis
- Dates de sortie : 
  - États-Unis, Canada : 4 décembre 2009
  - Québec, France : 13 janvier 2010
  - Belgique : 3 février 2010

## Distribution
- Matt Dillon (V.F. : Éric Herson-Macarel) : Mike Cochrone
- Jean Reno (V.F. : Lui-même) : Quinn
- Laurence Fishburne (V.F. : Paul Borne)  : Baines
- Amaury Nolasco (V.F. : Éric Aubrahn) : Palmer
- Fred Ward (V.F. : Jean Barney) : Duncan Ashcroft
- Milo Ventimiglia (V.F. : Rémi Bichet) : Eckehart
- Skeet Ulrich : Dobbs
- Columbus Short (V.F. : Yoann Sover) : Tyler « Ty » Hackett
- Andre Jamal Kinney (V.F. : Tristan Petitgirard) : Jimmy Hackett, frère cadet de Ty, lycéen, graffeur
- Andrew Fiscella : Répartiteur #1
- Nick Jameson : Homme sans-abri
- Glenn Taranto : Joe le cuisinier
- Lorna Raver (VF : Dominique Dumont) : Agent de la protection de l'enfance
- Garry Guerrier : Garde fédéral
- Robert Harvey : Garde de la banque
- Shawn Devorse : Garde fédéral #2
- Elizabeth Rivera : Fumeuse

 Sources et légende : Version Française (V.F.) sur VoxoFilm et RS Doublage